# Ла-Визит
Ла-Визит — один из двух национальных парков Республики Гаити. Сформирован в 1983 году. Территорию парка занимают луга, сосновые и широколиственные леса.